# Cruzaltense
Cruzaltense là một đô thị thuộc bang Rio Grande do Sul, Brasil. Đô thị này có diện tích 165,717 km², dân số năm 2007 là 2273 người, mật độ 13,72 người/km².